# Beate und Mareile

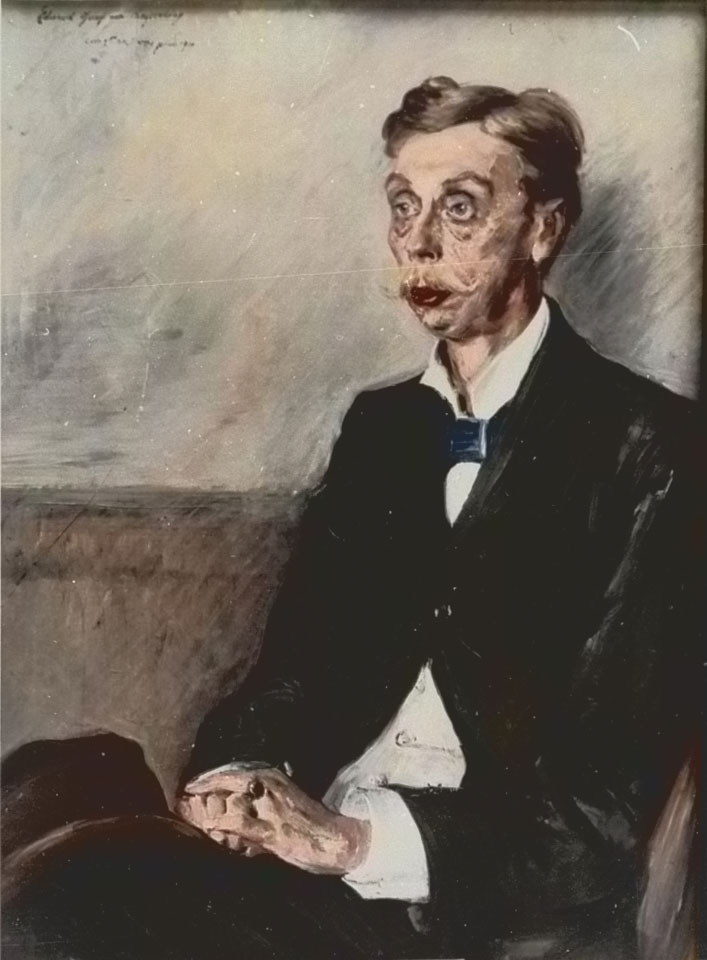
Lovis Corinth:
Eduard Graf von Keyserling
- 1855 † 1918

Beate und Mareile ist ein Roman von Eduard von Keyserling, der 1903 bei S. Fischer in Berlin als Journalfassung (Die neue Rundschau) und Buch erschien.
Der „hübsche, leichtsinnige“ Graf Günther von Tarniff trifft um 1870 in Gestalt des alten Berliner Fürsten Kornowitz auf seinen Meister.

## Vorgeschichte
Beate und Mareile sind zusammen auf Schloss Kaltin erzogen worden. Beate und Günther gehören dem alteingesessenen baltischen Landadel an. Baroness Beate von Losnitz und Günther von Tarniff sind Nachbarskinder. Die Besitzungen beider Familien grenzen aneinander. Günther heiratete Beate und zog als Herr auf Schloss Kaltin ein. Mareile Ziepe, die Tochter des Inspektors auf Gut Kaltin, hatte großes Glück. Die Fürstin Elise Kornowitz nahm sie mit nach Berlin. In der Metropole stieg Mareile zur „gefeiertsten“ Sängerin auf. „Fürst Kornowitz schmachtet“ die Schöne „an“.

## Handlung
Mareile Ziepe, sie nennt sich jetzt Mareile Cibò und gilt als Freundin der Fürstin Elise, reist aus Berlin an und sucht die Eltern in Kaltin auf. Wenig später schaut der junge Maler Hans Berkow bei seinem Freund Günther vorbei.
Beate erwartet ihr erstes Kind. Mareile folgt Berkow nach Bordighera. Gern hätte Günther, der daheim in Kaltin bei der werdenden Mutter geblieben ist, die schöne Sängerin besessen. Der Graf begibt sich auf die Jagd. Ausgangspunkt ist der Waldkrug. Dort wartet der alte Mankow auf seinen Herrn. Günther jagt nicht nur im Walde, sondern vergnügt sich auch mit Eve, der Tochter Mankows, in deren Kammer. Der Graf gibt sich erst zufrieden, nachdem er das „wilde Mädchen“ sexuell hörig gemacht hat.
Beate bringt einen Stammhalter, den kleinen Went, zur Welt. Günther triumphiert. Mareile heiratet Hans Berkow, trennt sich von ihm und zieht abermals zur Fürstin Elise nach Berlin. Durch Hans habe Mareile erst die eigene Sinnlichkeit begriffen. Während ihrer Erziehung auf Schloss Kaltin sei der körperliche Liebe-Aspekt unterschlagen worden. Jedenfalls fühlt sich die Sängerin wieder frei. Sie gesteht sich das Recht auf Freiheit zu. Der Maler Hans war nicht der Richtige. Die Sängerin will höher hinaus. Als Mareile das nächste Mal die Eltern in Kaltin aufsucht, beschließt Günther, seiner Frau neuerlich untreu zu werden. Mareile geht auf den Vorsatz ein und soll – wie ihre Vorgängerin Eve – dem Grafen sexuell hörig werden. Günther vollendet sein Vorhaben nicht ganz. Eve belauscht das Paar, hegt Mordabsicht, hat aber nicht die Kraft zur Tat.
Der fortgesetzte Ehebruch außerhalb der Schlossmauern bleibt nicht unbemerkt. Beate schöpft Verdacht. Als sie dahinterkommt, schickt sie Mareile im Zorn fort. Bevor Beates alte Mutter stirbt, gibt sie der erzürnten Tochter noch Verhaltensregeln. Eine Frau wartet stets auf den Vater ihres Kindes. Denn Männer kehren immer heim. Beate hält sich an das letzte Wort. Die Mutter behält recht. Zunächst reist die Fürstin Elise Kornowitz aus Berlin an und bedauert Beate, weil Günther der Frau Cibò-Berkow nach Berlin gefolgt ist. Der befreundete Landadel in der Umgebung des Schlosses Kaltin meint ziemlich einhellig, der Tarniff verdiene eine Lektion. Die erhält er umgehend. Fürst Kornowitz verwundet Günther im Pistolen-Duell schwer.
Daheim bei seiner Frau Beate auf Schloss Kaltin, sieht Günther seiner Genesung entgegen. Mareile kommt aus Berlin und will sich ihren Geliebten zurückholen. Günther weist Mareile mit einem verbindlich-freundlichen Schreiben ab. Mareile ist keine Eve Mankow. Die Sängerin liest die Absage und ballt die Faust nach dem Schloss hin.

## Form und Interpretation
Der Vortrag erscheint als anspruchslos. Der Erzähler versetzt sich in die Figur, deren Gedanken und Gefühlen er gerade nachgeht. Als zum Beispiel Beate kurz vor ihrer Entbindung erfährt, dass Günther sie mit Eve Mankow betrogen hat, wird beschrieben, wie die Hochschwangere das Bild des „großen, hochbusigen“ Mädchens nicht loswird und wie sie sich vor dem eigenen, plump gewordenen Leib ekelt. Wenn Günther sich den nächsten Ehebruch vornimmt, dann sind Günthers Gedankengänge an der Reihe. Bald kommt die Ehefrau hinter das Vergehen. Im raschen Wechsel darf nun Beate denken.
Die Figuren, selbst wenn sie nicht aus dem Volke kommen, sprechen wohl einen baltischen Dialekt: „Beating“ ruft zum Beispiel Beates sterbende adelige Mutter die Tochter. Mancher Keyserlingsche Humor erscheint als makaber. Als Beates Tante Seneïde am Sterbebett der Mutter kniet, berauscht sich die fromme Frau an der Nähe des Todes.
Keyserling lässt Mareile aus der Lucinde deklamieren: „Vernichten und Schaffen, Eins und Alles; und so schwebe der ewige Geist ewig auf dem ewigen Weltstrome der Zeit und des Lebens und nehme jede kühnere Welle wahr, ehe sie zerfließt.“
Sexuelle Begleitumstände werden unverblümt benannt: „... sie [Eve Mankow] seufzte so tief, daß die rauhen Spitzen der Brüste fast das Hemd durchstechen wollten“. Graf Günther von Tarniff kommandiert sein Gesinde beinahe wie die Jagdhunde. Unmittelbar vor dem Geschlechtsakt befiehlt er der halb nackten Eve Mankow: „Sitz!... Kehr' das Gesicht zum Feuer hin. Laß die Zöpfe über die Schultern hängen.“

## Verfilmung
- Hajo Gies verfilmte 1981 den Roman für das Fernsehen (mit Herlinde Latzko als Beate, Anne-Marie Kuster als Mareile, Rüdiger Vogler als Günther, Dietrich Mattausch als Hans Berkow, Monica Gruber als Eve Mankow, Marianne Kehlau als Fürstin Elise Kornowitz und Herbert Weissbach als Fürst Kornowitz).